# زمین‌لرزه ۲۰۱۱ یون‌نان
زمین‌لرزه یون‌نان، چین زلزله ای است، که ۱۰ مارس ۲۰۱۱ به قدرت ۵٫۴ ریشتر در استان ایانگ جیانگ در جنوب چین و نزدیک مرز برمه رخ داد. این زلزله ۲۵ کشته و ۲۵۰ مجروح برجای داشت.